# 宇宙大怪獸德古拉
『宇宙大怪獸多哥拉』（日文原名：宇宙大怪獣ドゴラ）是1964年上映的日本電影，內容刑警的角色形象和當時流行的美國電影「007」有很大的影響。

## 劇情概要
人造衛星在日本上空突然失蹤，同時盜寶集團正在盜取世界各地的珠寶行，駒井刑警等人正在查詢盜寶集團的下落，但這時在宇宙中成型的大怪獸—「多哥拉」出現，多哥拉以碳為食物，為了吸收碳粉，多哥拉襲擊了各地的煤礦，並出現在北九州市破壞了若戶大橋，自衛隊發射了導彈攻擊了大隻的怪獸，結果怪獸反而分裂成了數隻的小怪獸，自衛隊使用以化學物質製成的武器將這些小怪獸變成了結晶體，而正被追捕的盜寶集團一行人全被這些結晶體給壓倒…

## 登場怪獸
- 多哥拉

## 演員
- 駒井刑警：夏木陽介
- 昌代：藤山陽子
- 宗方博士：中村伸郎
- 刑事課長：田崎潤
- 岩佐司令：藤田進
- 盜寶獵人：河津清三郎
- 馬克・傑克森：丹·尤馬
- 新田刑警：船戶順
- 濱子：若林映子

## 製作人員
- 監製：田中友幸、田實泰良
- 音樂：伊福部昭
- 導演：本多豬四郎
- 特技導演：圓谷英二